# Dames in het Wit

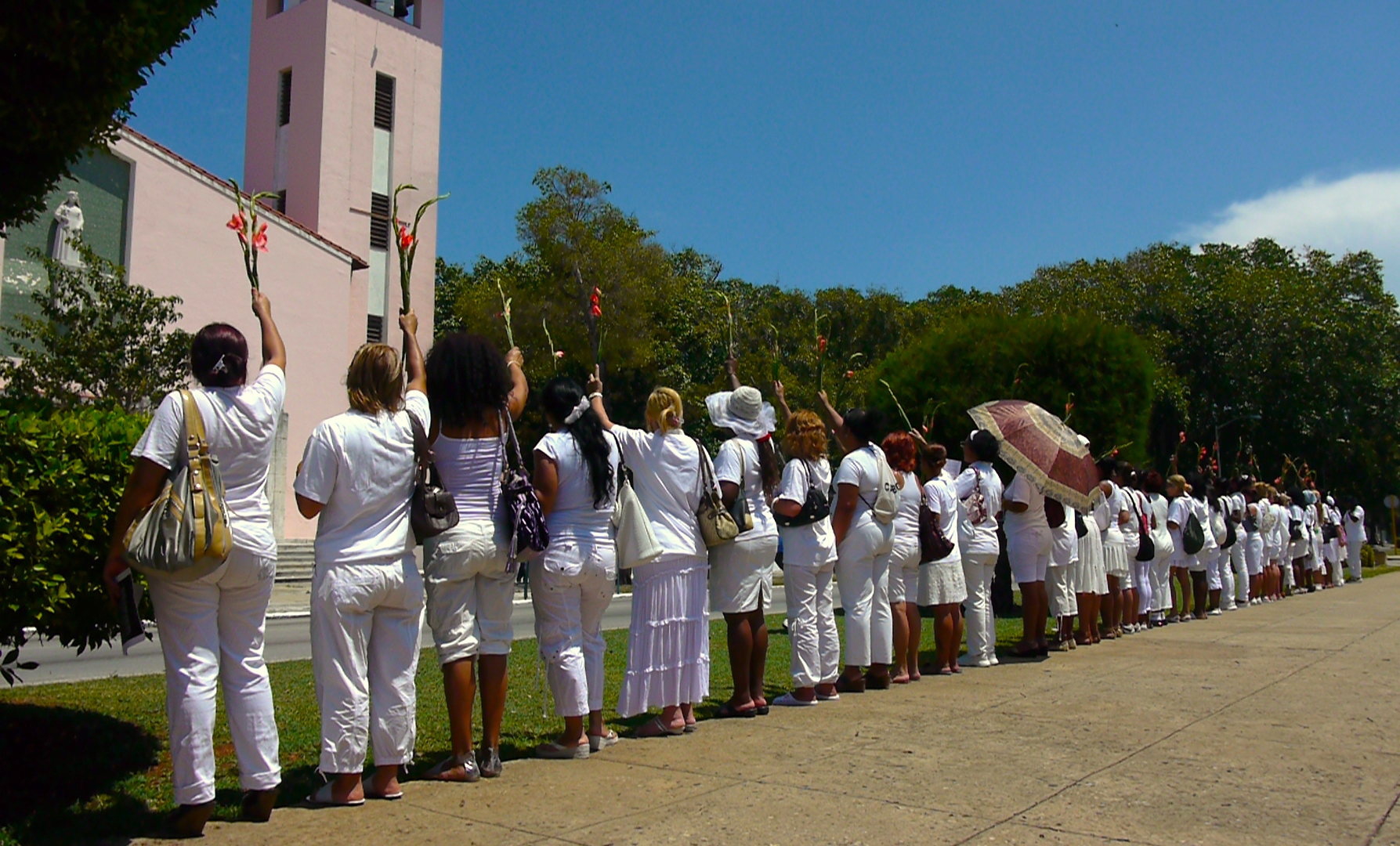
Leden van Dames in het Wit demonstreren in Havana, Cuba

De Dames in het Wit (Spaans: Damas de Blanco) zijn een losse samenwerkingsgroep van vrouwen in Cuba, wier mannen en zoons voor de vrijheid van meningsuiting en persvrijheid opkwamen en om die reden werden gevangengezet door het Cubaanse regiem.

## Achtergrond
De Dames in het Wit kwamen in het voorjaar van 2004 voor het eerst in actie, een jaar na de Zwarte Lente van 2003, waarin 75 dissidenten waren opgepakt. De eerste keer was het een spontane actie, die sindsdien elke zondag wordt herhaald. De demonstranten dragen witte kleding, vergelijkbaar met de Dwaze Moeders uit de jaren '70 in Argentinië. De kleur wit is ook voor deze vrouwen het symbool van onschuld en zuiverheid. Net als bij de Dwaze Moeders zijn de demonstraties van de Dames in het Wit bedoeld om informatie van het regime los te krijgen over hun vermiste mannen en kinderen.
De demonstraties vinden elke zondag plaats na de dienst in de Santa Rita-kerk, waarna een wandeltocht met bloemen in de hand wordt gemaakt over de Quinta Avenida waarbij geroepen wordt om de vrijlating van de geliefden.
Op Palmzondag 20 maart 2004 werden Dames in het Wit lastiggevallen door leden van de regeringsgezinde Federatie van Cubaanse vrouwen. Hierbij werden hen beledigingen toe geschreeuwd en sommige vrouwen werden gemolesteerd.

## Onderscheiding
In 2005 ontvingen de Dames in het Wit samen met de Nigeriaanse Hauwa Ibrahim en de organisatie Verslaggevers Zonder Grenzen de Sacharovprijs voor de Vrijheid van Denken van het Europees Parlement. De Sacharovprijs is bestemd voor personen en organisaties die zich wijden aan de bescherming van de rechten en fundamentele vrijheden van de mens. De prijs werd toegekend aan de vrouwen vanwege hun moed en toewijding aan de zaak van de mensenrechten op Cuba en diende gelijk ook ter herinnering aan het lot van de 75 politieke dissidenten die sinds maart 2003 gevangen worden gehouden, enkel wegens hun kritiek op het ontbreken van politieke vrijheid in het land.